# Nicholas Howe
Nicholas Howe es un deportista británico que compitió en remo. Ganó cuatro medallas en el Campeonato Mundial de Remo entre los años 1979 y 1989.

## Palmarés internacional
| Campeonato Mundial | Campeonato Mundial | Campeonato Mundial | Campeonato Mundial        |
| Año                | Lugar              | Medalla            | Prueba                    |
| ------------------ | ------------------ | ------------------ | ------------------------- |
| 1979               | Bled (Yugoslavia)  | Medalla de oro     | Cuatro sin timonel ligero |
| 1980               | Malinas (Bélgica)  | Medalla de oro     | Ocho con timonel ligero   |
| 1988               | Milán (Italia)     | Medalla de plata   | Cuatro sin timonel ligero |
| 1989               | Bled (Yugoslavia)  | Medalla de bronce  | Cuatro sin timonel ligero |